# Ljubeč
Ljubeč (in ucraino Любеч?) è un insediamento rurale ucraino (1 890 abitanti) nel distretto di Černihiv, nell'oblast' di Černihiv. Ospita l'amministrazione della comunità territoriale di Ljubeč, una delle comunità territoriali dell'Ucraina.
Fino al 18 luglio 2020 Ljubeč è stata il centro amministrativo del distretto di Ljubeč, abolito come parte della riforma amministrativa dell'Ucraina, che ha ridotto a cinque il numero dei distretti dell'oblast' di Černihiv. L'area del distretto di Ljubeč è stata fusa nel distretto di Černihiv.
Fino al 26 gennaio 2024 Ljubeč era classificata come insediamento di tipo urbano. Da tale data è entrata in vigore una nuova legge che ha abolito questo status e Ljubeč è stata riclassificata come insediamento rurale.

## Storia
Nel 1097 Vladimir II di Kiev vi convocò un congresso dei principi russi, in cui fu decisa la spartizione dei territori della Rus' di Kiev.